# Ауто
Ауто (ауту) — одноактна драматична вистава релігійно-алегоричного змісту, поширена в Іспанії та Португалії у другій половині XIII і відома до XVIII ст.
Спочатку виконувалася трьома-чотирма аматорами. У XVI—XVII ст. набула видовищних ознак, близьких до містерії. До цього жанру зверталися Лопе де Вега, Тірсо де Моліна, особливо Педро Кальдерон де ла Барка.